# ポラリス (X-メン)
ポラリス（ローナ・デイン（Lorna Dane））はマーベル・コミックのスーパーヒロインで、X-メンのメンバーの一員である。作家アーノルド・ドレイクと画家ジム・ステランコによって創られ、X-メン #49（1968年10月）で初登場した。ポラリスは磁力をコントロールすることが出来るミュータントである。このため、彼女には当初からマグニートーが実の父親ではないかという疑いが長い間もたれていた。そして、それは最近になって確実なものとなった。彼女のオリジンについての問題はポラリスの精神的な不安定要素のひとつであり、これがX-メンのハボックとの恋愛関係をより複雑なものにした。ポラリスはマグニートーの娘であり、クイックシルバーとスカーレット・ウィッチの異母姉妹に当たる。
ポラリスはX-メン誌上にしばしば登場した。彼女はペンタゴンが支援していたチーム、1990年代のX-ファクターのメンバーでもあった。

## Fictional character history

### オリジン
のちにポラリスとなる少女、ローナ・デインはアンキャニー・X-メン#49にて初登場した。このとき、ヴィランのメスメロが北アメリカで、潜在的にミュータント能力を秘めた者を呼び寄せようと「精神増幅器」を使用していた。これにより、ローナは自分がサンフランシスコへ行くように誰かに強要させられていることに気づく。そこで彼女は偶然にボビー・ドレイク（アイスマン）と出会う。ボビーは彼女を氷の罠にかけ、彼のアパートに来るように説得した。彼女がX-メンと対面したすぐ後で、X-メンのメンバーは順番に、彼女が潜在的なミュータントであることを知る。そこへメスメロと配下のアンドロイドが現れてローナを捕らえ、X-メンの追跡に遭いながらも彼女を砂漠にある基地へと連れ去った。メスメロらはローナを「遺伝子活性器」の中へ入れ、彼女の内に秘められているパワーを解き放つために、その遺伝子構造を変化させる。
X-メンがローナを救出しようと試みると、そこに誘拐犯のグループのリーダーとしてマグニートーが現れる。驚くべきことに、マグニートーは自分がローナの父親であると主張。マグニートーは危険だというX-メンの訴えにもかかわらず、ローナは実の父親と戦う気にはなれなかった。しかし、マグニートーの計略はそう上手くはいかなかった。アイスマンが彼女の本当の両親は数年前に飛行機事故で亡くなったという証拠を見せ、ローナにこれを信じさせたのである。そしてローナはマグニートーに背を向け、X-メンに加わった。（その後、ローナの父であると主張したマグニートーはメスメロの造ったアンドロイドであったことが明らかとなる。ローナはこの事実に気づいておらず、サヴェッジ・ランドではじめて本物のマグニートーに出会ったとき、ローナはマグニートーが自分のことを知らないということに驚いた。）
ローナ・デインの最初の「コード・ネーム」は'マグネトリクス'であったが、彼女はすぐにこれが悪いアイデアであると決めつけた。ハボックが彼女といちゃつく方法のひとつとしてこのコードネームを使い続け、彼女を悩ませたからである。
新旧のX-メンが共にクラコアと戦った際、ローナは地球の磁場を狂わせ、クラコアを宇宙空間へと投げ込んだことで、その強大なパワーの可能性を見せた。
しばらくの間、アイスマンはローナに夢中であったが、ローナは恩に報いる程度の気持ちしかもっていなかったようである。彼女はすぐにチームメイトのハボック（アレックス・サマーズ、サイクロップスの弟）に恋をした。のち、二人はお互いに地球物理学への興味と関心を追い求めようとX-メンを去る。彼らはまずカリフォルニアのディアボル山脈へ移り住み、それからミューア島のモイラ・マクタガートの遺伝子研究所に合流した。

### マインドコントロール
ローナはシーア帝国のデザインである、以前の彼女のコスチュームを受け取った。このとき、彼女の精神は、エリック・ザ・レッドとして知られるシーア帝国のエージェント、デバン・シャカリの支配を受けるようになった。X-メン#97（1976年）において、彼はローナに新たなコードネーム、ポラリスを与えた。当時シャカリは、現在追放されているシーア銀河系の皇帝ディケンに仕えていた。これはディケンの妹リランドラの治世よりも前の出来事である。シャカリはアレックス・サマーズとローナを誘拐し、彼らを強力なマインドコントロールの力で服従させた。二人はX-メンに対して敵意を抱き、エグゼビアを暗殺しようとした。この激しい戦いはケネディ国際空港で、X-メンと戦うローナとアレックスによって起こった。ポラリスはストームによって破られたが、シャカリは彼女とアレックスを連れて逃げることができた。のちに、チャールズ・エグゼビアはシャカリによるマインドコントロールから彼女を自由にした。
ローナとアレックスはX-メンを援助するために時々チームに戻ってきた。彼女はその後何年にも渡って一般人としての人生を歩み、ローナとアレックスは幸せな生活を送った。彼らはニューメキシコに移住して申し分のない生活を送っていたが、マロウダーズがミュータント大虐殺をした前後に彼女とアレックスを待ち伏せて攻撃し、ローナの精神はマリスと呼ばれる邪悪な生命体に襲われた。マリスのエネルギー・マトリックスはローナの持つ力と非常に適合し、その二つは融合して分離できないものになった。
マリスとして、ローナは数年の間マローダーズとしての日々を送った。ミスター・シニスターが死んだように見えたあと、ポラリスに対するマリスの支配は弱められ、オーストラリアでローナはX-メンに助けを求めて電話をかけることができた。しかし、彼らが来るのがあまりに遅すぎた。ローナはサヴェッジランドのサン族の女司祭で、彼女の姉とされるザラデインと一緒にいた。X-メンが到着したとき、彼らはザラデインがローナを連れて逃げていくのを目撃する。X-メンが彼女を追跡するまでの間に、ハボックは変装してザラデインの軍隊になんとか紛れ込んだ。その地で、X-メンはザラデインがサヴェッジランド・ミューテイツの一人、ワームに命じてサヴェッジランドの先住民を精神的に操って軍隊を寄せ集めていたのだと分かった。ザラデインは自分がローナの事実上の姉であり、High Evolutionaryの機械を用いてポラリスから磁気を操る能力を奪い、自分のものにしようとしていることを明らかにした。その過程において、ついにローナとマリスを切り離すことができた。ザラデインと彼女の軍隊は、ローナを自由にしようとしていたケイザーやX-メンと衝突。それらが交戦している間に、ポラリスのセカンド・ミューテーションが起こった。彼女は身長が伸び（アレックス・サマーズよりも抜きん出て高くなった）、不死と超人的な筋力を手に入れた。そして、最後にはザラデインの軍隊はワームの支配から解かれ、ローナは自由の身となった。
居場所のなくなったローナはミューア島に向かった。その途中で、彼女のセカンド・ミューテーションが再び起こり始め（明らかに身体の大きさが増加していた）、自分の新たなミュータント能力が周囲に影響を与えていることがわかった。怒りや憎しみのような、人々のネガティブな感情を増幅させていたのである。検査の結果、ザラデインがローナの能力を取り去ることができたただ一つの方法が、彼女が生物学的姉妹であったかどうかであることがわかった。しかし、ローナの新突然変異についてはモイラ・マクタガートでさえ説明がつかなかった。ウルヴァリンを探してリーヴァーズがミューア島を攻撃したとき、ローナはモイラとバンシーが研究所を守るのを手伝った。
At the time it was not clear that she drew her strength from being a nexus for negative emotional energies. Lorna's new status as a nexus however was perceived by the villainous Shadow King.  The Shadow King used Polaris as a gateway to allow him access to the physical world from the astral plane, causing a world-wide increase in anger, hatred, and violence in the process. Lorna was freed of his influence with the help of X-Factor and the X-Men during the Muir Island Saga. Upon the defeat of the Shadow King, Lorna's powers returned due to a combination of Zaladane's death a short time before and the neural-disruptive psionic blade of the X-Man Psylocke leaving no trace of her increased size, strength or emotion control powers.

### X-ファクター
ローナは新しく結成されたX-ファクターに加入するよう、政府のエージェントであるヴァレリー・クーパーに要請され、ミューア島での隠遁生活に疲れていたこともあってこれを受け入れる。ローナとアレックスはチームのリーダーとして配された。X-ファクターに加わったことで、彼女はアレックスに再び近づくチャンスを得たが、二人の関係は進展することがなかった。それからX-ファクターは劇的な転換期を迎え、ローナもより強く、より自分に自信を持つようになり、次第にアレックスから独立していく。ローナとアレックスは関係を維持しようとし、しばしば衝突しては何度も仲直りすることを繰り返した。やがてポラリスはX-ファクターの中核メンバーとなり、マグニートのあらゆる攻撃に対抗するための政府の秘密兵器となる。マリスが彼女に再び取り付いたとき、ハボックとローナは互いの愛情からマリスを各々で負担し合って他のメンバーが洗脳されるのを防いだ。のちにマリスはミスター・シニスターによって滅ぼされる。
X-ファクターを取り巻く環境は、犯罪者であるミスティークとセイバートゥースがチームに強制的に加えられたことで変化していった。ローナはチームにおける自分の立場を疑い始めたが、セイバートゥースが怒り狂ってメンバーを攻撃しチームを去った後にその疑念は正当化された。
ハボックが彼のブラザーフッドとしての「テロ活動」が実は本当の任務を隠すための見せかけであったことを明らかにしたとき、ローナはロマンチックに彼を拒絶したものの、結局は彼を許した。未来からやって来たミュータント、グレイストーンの造った不完全なタイムマシンの爆発によってハボックが死んだように見えた後、彼女はX-ファクターを見守るためにチームに復帰した。
数週間後、ナイトクローラーは協会でローナに出会い、彼女は自らが追われていること、アレックスがまだ生きていると確信していることを打ち明けた。
本当にアポカリプスとスカルのグループが彼女を尾行しており、ハボックの最初のコスチュームのヘッドギアを奪うためにローナのアパートに侵入した。その際、ローナは自分がトゥエルブ（おそらく変異体種のための黄金時代の到来を告げることを運命付けられた12人のミュータント）の一人だと知る。
ポラリスはX-メンとともにアポカリプスとの戦いに加わるため、エジプトへと旅立った。この戦いの中で、トゥエルブの一人であるマグニートは自らの減少したパワーの代わりに、地球の磁場を操作するためにローナを使うことができると気づいた。

### アコライツ
アポカリプスが敗れた後、ローナはマグニートに力を貸し、彼を援助するためにジェノーシャにマグニートとともに帰還した。彼女はより大きな目的のためにそれをしていると信じていたが、同時にミュータント能力の訓練を受けることを彼女自身楽しんでいることにも気付いていた。結局、マグニートは自らの最大限のパワーを取り戻すテクノロジーを手に入れようと、彼の統治に反対する最後の都市キャリオン・コーブに対する全面攻撃を開始した。ポラリスは彼を止めようとしたが敗北し、アベンジャーズとともにジェノーシャを脱出した。こののち、彼女はクイックシルバーとともに、マグニートの専制統治に反対する人々を助けるためにジェノーシャに秘密裏に再入国する。
最終的にポラリスはジェノーシャの治安を維持しようとするマグニートを支援する傍ら、彼を監視するためにジェノーシャに留まった。カサンドラ・ノバに命じられたセンチネルがジェノーシャを攻撃・破壊したとき、ポラリスは数少ない生存者のひとりとなった。大虐殺を目撃し、人々を救うことができずにいたことが彼女の心に感情的な傷跡を残すこととなる。

### トラウマ
カサンドラ・ノバのセンチネルによって住民たちが大虐殺された後、何人かのX-メンがそこで何が起こったのかを調査するためにジェノーシャに赴いた。あるとき、そこで彼らは錯乱した裸のポラリスに遭遇した。ポラリスはX-メンに再加入したが、非常にトラウマ的な経験が彼女をより暗く冷酷な性格にしており、彼女は反ミュータント団体のチャーチ・オブ・ヒューマニティのメンバーを殺害すらした。ハボックはポラリスとの結婚式の最中に彼女に別れを切り出し、看護婦アニー・ギャジカニアンへのために彼女のもとを去った。新たなトラウマを与えられ、皆の前で恥をかかされて不安定になったポラリスは荒々しく怒り狂い、アレックスをもう少しで殺してしまうまでの大暴れを始めた。ジャガーノートが一時的にだけポラリスを気絶させることに成功し、事なきを得たものの、彼女はプロフェッサーXとともに精神的治療を始めることとなった。ポラリスがどんな危害も加えないことを約束して、ようやく彼女はX-メンに受け入れられた。
ポラリスはマグニートが本当の父親であるという事実を発見したとX-メンに話した。ジェノーシャが破壊される前に彼女は遺伝子検査を行っており、これによってマグニートが実父であることを証明したのである。
また、アイスマンは今なおポラリスに恋愛感情を持っていることを打ち明けた。軽い火遊びの後、二人は恋に落ちた。しかし、ハボックとの関係が完全に終わっていないこともあり、アイスマンとの恋愛は長続きしなかった。アニーがハボックの元を去った後、ハボックはまだポラリスを愛していると認めた。

### ディシメーション
In X-Men #177, it was revealed that Polaris had lost her powers on M-Day, but had avoided telling her teammates. When confronted by Valerie Cooper, who has knowledge of her power loss, Polaris claims that her power loss is psychological and she believes she is preventing herself from using them. Polaris eventually was forced by circumstance to accept that her powers were gone and admit the fact to the rest of the team - whereupon all the other members of her squad, except her would-be-paramours Iceman and Havok, revealed to her that they had already guessed it. She then left the mansion with Havok to "search" for her lost powers, irrationally convinced they lay with an alien named Daap, a seeming twin to the deceased X-Statix member Doop, who she had seen on a recent mission in space. Daap soon crashed to Earth and kidnapped Polaris and the Leper Queen, the leader of the anti-mutant group known as the Sapien League.

### ブラッド・オブ・アポカリプス
アポカリプスは彼女たちを二人とも連れ去り、レパー・クイーンを抑えて、強制的にポラリスを新たなペスティレンスに変えた。見た限りでは洗脳されたように見えるポラリスは、世界保健機関からウイルスを収集し、疫病を流行させようとした。X-メン・アベンジャーズとアポカリプスの激しい戦いの間、ウルヴァリンは息の詰まるようなペスティレンスがローナ・デインであることが分かった。ガンビットとサンファイアが彼女を連れて帰ろうとX-マンションに戻ったとき、彼女はそこで以前のポラリスに戻っていた。彼女は立ち上がり、彼らと一緒に行くことを拒んだ。ポラリスはその夜、エジプトでアポカリプスを探そうとX-マンションを立ち去ることにした。彼女は単独でそこへ行き、のちにハボックと新たなアンキャニー・X-メンのチームによって助け出されるまで捜索の対象となっていた。エマ・フロストは彼女の力が突然変異しているようであること、そしてアポカリプスが彼女の失われた磁力を操る能力を複製するために、ローナの神経系に未知のテクノロジーを融合させたことに気がついた。

### ザ・ライズ・アンド・フォール・オブ・シーア・エンパイア
アンキャニー・X-メン#475で、彼女は新しいチームによって反アポカリプスのカルト集団から救われ、のちにバルカンを止めるため、プロフェッサーX、ダーウィン、ハボック、ナイトクローラーとウォーパスとともにその任務に赴いた。
ハボックとの関係はまだ続いている。アンキャニー・X-メン#484では、ポラリスは最終的にハボックを許すはっきりとしたサインを見せたようだ。チームがディケンとの争いにおいて、リランドラを支持しシーア兵士の全編隊との戦いに勝利した後で、ポラリスはハボックに「黙ってキスしてよ」と言った。ハボックは再びやり直すことをためらい、最初は彼女を拒んだものの、ポラリスは「もやを吹き飛ばす必要がある」と言い、シーンの最後にキスをした。
ポラリスはその重大な戦いの中、その能力を用いて本気でバルカンとグラディエーターを攻撃したが、結局彼女は取り残された。

### スタージャマーズ
アンキャニー・X-メン#468においてヴァルカンの手によりコルセアが死んだのち、ポラリスは新たなスタージャマーズのメンバーとなった。チームはヴァルカンを殺し、リランドラ・ネラマニを再びシーアの王座に就かせることを目的としている。このストーリーはX-メン：エンペラー・ヴァルカンと呼ばれるシリーズで続けられることになっている。

## 能力
ポラリスのミュータント・パワーは元来目覚めてはいなかったが、のちに磁気の感知とコントロール、およびそれに影響されやすい金属の操作が可能となった。彼女は飛行するために地球の磁場を操ったり、磁気エネルギー・パルスを生成すること、フォース・フィールドを作り出すことが出来る。彼女の髪は突然変異の最初の兆候として、明るい緑色になった。はじめ、彼女はこれを隠すために髪を茶色に染めていた。しかし、最近のコミックでは彼女は自身の特徴的な緑の髪を隠してはいない。
コミックの初期にポラリスは磁力を操る力を失ったが、周囲からネガティブな感情を吸収し、それを力や持久力・耐久力に変えたり、身体のサイズを増加させる能力を手に入れた。この間、おそらく彼女の中に蓄積されたネガティブな感情のためにその性格はさらに暴力的なものとなり、彼女の周りにいる者はより不安定で攻撃的となった。シャドウ・キングによって、この能力がもたらす影響の範囲はとても広域なものとなり、少なくともスコットランドからエジプトにまで広がった。
ポラリスはハウス・オブ・Mのストーリーにおいて、スカーレット・ウィッチによってミュータント・パワーを弱められた変異体の一人である。もはや彼女は本来の能力を備えてはいない。しかしながら現在のポラリスは以前と変わらぬ磁気操作能力を有している。これはアポカリプスの手によって、彼女の頭蓋骨や脊柱・神経系に未知のテクノロジーを物理的に埋め込まれた結果であり、元々のミュータント・パワーを複製したような形となっている。この新たな人工的磁気能力のリミットは言及されてはいない。ローナによれば、それは彼女が持っていたパワーと似たものであり、コントロールが困難で危険なものであるという。アンキャニー・X-メン#476では、彼女は敵対するシーア帝国のサイバネティックス警備隊のショッカーズに、現在のチームにおいて最大の脅威のひとつであると述べられている。
ホースマンのペスティレンスとして、ローナは悪性の病原菌をリスクなく摂取・吸収する能力を見せた。そして、そのワクチンであるアポカリプスの血液を摂取しなかった全ての者を死に至らしめる「メタ流行」を広げることが出来る。

## 他のバージョン

### エイジオブアポカリプス
Polaris in the Age of Apocalypse reality was one of the many prisoners in Sinister's Breeding Pens, and a victim of the Dark Beast's tests. She had been rendered nearly powerless because Rogue had permanently absorbed her powers when the two had a fallout prior to Rogue being taken to the X-Men. Prelate Scott Summers frees her, but she cannot recognize him, mistaking him for Magneto; whom she believes is her father.

### ミュータントX
Polaris works as a long-term member of the X-Men, after Magneto takes over from an ill Professor Xaiver. This Polaris knows she is the daughter of Magneto. The X-Men briefly fight and lose against an insane Madeline Pryor. Later they seemingly perish in an atomic explosion but survive this as well. Polaris is one of the victims in the reality-threatening battle involving Pryor and the Beyonder. Badly injured, she dies in her father's arms, reassured that everything will be okay.

### アルティメットポラリス
In the Ultimate Marvel continuity of Ultimate X-Men, Polaris is an attractive teenage mutant girl who is a member of the Academy of Tomorrow, a mutant peacekeeping squad led by Emma Frost. In this continuity, she is also the girlfriend of Havok but as a twist, she was also the ex-girlfriend of his brother Cyclops, whom Havok resents with a passion.
Polaris is framed for killing dozens of people with her powers during a rescue mission, and imprisoned in the Triskelion of the Ultimates with mutant terrorist Magneto. Magneto uses her to goad Havok into rescuing her, so that he can escape the maximum-security cell by swapping places with Mystique. In the end, Polaris' name is cleared, and she returns to the Academy of Tomorrow.

## 他のメディア

### 映画
- 映画X-MEN2において、ミスティークがマグニートのファイルを求めてストライカーのコンピューターをスクロールしているとき、ポラリスの名前がそのリストの中に含まれていた。
- 2014年の映画『X-MEN:フューチャー&パスト』及び2016年の映画『X-MEN:アポカリプス』ではマグニートーに捨てられた家族であることが明言されて「クイックシルバー」ことピーター・マキシモフが登場している。両作ともスカーレットウィッチもポラリスは登場せず、存在も不明であるが、後者において、同じくマグニートーを父とする「クイックシルバー」の異母妹ニーナが登場している。この異母兄妹同士に面識はなかった。彼女は動物と交歓、使役する能力を持っていたが、自らを人質として父マグニートーが拘束されようとした際に能力を暴走させ、それに恐怖した当局の手によって殺害されている。

### テレビ
- ポラリスはテレビアニメシリーズX-メンのエピソード、コールド・コンフォートで、X-ファクターの一員として登場した。ポラリスはボーイフレンドのアイスマンとともにX-メンのメンバーであったが、彼らはごく普通の生活に戻るためにチームを去った。結局ポラリスはアイスマンと別れ、X-ファクターに加わりハボックと恋に落ちた。のちに彼女はセカンド・シリーズのエピソードファランクス・カヴァナントでフィーチャーされ、ファランクス帝国との戦いに際してビーストやマグニート、フォージ、ウォーロック、アメリア・ヴォートを援助した。

### ビデオゲーム
- ポラリスはX-メン・レジェンド2で、ムービーの片隅にほんの少しだけ登場している。彼女は復活したアポカリプスによって、ゲームが始まる前に捕らえられていた。She plays a role in the prequel comic book published as a companion to the game.